# 洛氏硬度试验
洛氏硬度试验（英語：Rockwell hardness test），是简便、迅速的硬度测试方法。洛氏硬度试验方法广泛应用于生产制造、科学研究的各个领域。
洛氏硬度试验是用标准型压头在先后两次对被试材料表面施加试验力（初试验力{\displaystyle F0}与总试验力{\displaystyle F0+F1}），在试验力的作用下压头压入试样表面。在总试验力保持一定时间后，卸除主试验力{\displaystyle F1}，保留初始试验力{\displaystyle F0}的情况下测量压入深度，以总试验力下压入深度与在初试验力下的压入深度之差（即所谓的残余压入深度）来表征硬度的高低，残余压入深度值越大，硬度值越低，反之亦然。
洛氏硬度的符号以HR表示。为适应各种不同材料的应用，根据所用的压头及试验力的不同组合区分为洛氏硬度标尺（英語：Rockwell scale）（A、B、C、D、E、F、G、H、K、L、M、P、R、S、V......）。

## 试验方法

洛氏硬度原理（在钢球压头的情况下）

使用初始试验力F0将压头垂直压入试样表面，然后施加主试验力，使用总试验力F0+F1压入并保持一段时间后，撤除主试验力，保持初始试验力。施加主试验力后与施加主试验力前压痕深度的差值与材料的洛氏硬度值有着线性关系，在洛氏硬度标尺上每2微米压痕深度差值代表一个洛氏硬度刻度。
压头
- 金刚石锥压入器
- 钢球压头，直径1.588毫米（1/16"）或3.175毫米
- 硬质合金球压头

总试验力
- 60千克
- 100千克
- 150千克

## 硬度标尺
洛氏硬度试验采用三种试验力，三种压头，它们共有9种组合，对应于洛氏硬度的9个标尺：HRA、HRB、HRC、HRD、HRE、HRF、HRG、HRH和HRK。这9个标尺的应用涵盖了几乎所有常用的金属材料。HRA 60kg载荷金刚石锥压入器；HRB 100kg载荷1/16"直径钢球压头；HRC 150kg载荷金刚石锥压入器；最常用标尺是HRC、HRB和HRF，其中HRC标尺用于测试淬火钢、回火钢、调质钢和部分不锈钢。这是金属加工行业应用最多的硬度试验方法。HRB标尺用于测试各种退火钢、正火钢、软钢、部分不锈钢及较硬的铜合金或未知硬度金屬。HRF标尺用于测试纯铜、较软的铜合金和硬铝合金。HRA标尺尽管也可用于大多数黑色金属，但是实际应用上一般只限于测试硬质合金和薄硬钢带材料。
表面洛氏硬度试验采用三种试验力，两种压头，它们有6种组合，对应于表面洛氏硬度的6个标尺。表面洛氏硬度试验是对洛氏硬度试验的一种补充，在采用洛氏硬度试验时，当遇到材料较薄，试样较小，表面硬化层较浅或测试表面镀覆层时，就应改用表面洛氏硬度试验。这时采用与洛氏硬度试验相同的压头，采用只有洛氏硬度试验几分之一大小的试验力，就可以在上述试样上得到有效的硬度试验结果。表面洛氏硬度的N标尺适用于类似洛氏硬度的HRC、HRA和HRD测试的材料；T标尺适用于类似洛氏硬度的HRB、HRF和HRG测试的材料。
| 标尺                          | 简写 | 负载    | 压入方式                      | 使用                              |
| ----------------------------- | ---- | ------- | ----------------------------- | --------------------------------- |
| A                             | HRA  | 60 kgf  | 120° 金刚石锥†                | Tungsten carbide                  |
| B                             | HRB  | 100 kgf | 1⁄16-英寸-直径（1.588-） 钢球 | Aluminium, brass, and soft steels |
| C                             | HRC  | 150 kgf | 120° 金刚石锥                 | Harder steels >B100               |
| D                             | HRD  | 100 kgf | 120° 金刚石锥                 |                                   |
| E                             | HRE  | 100 kgf | 1⁄8-英寸-直径（3.175-） 钢球  |                                   |
| F                             | HRF  | 60 kgf  | 1⁄16-英寸-直径（1.588-） 钢球 |                                   |
| G                             | HRG  | 150 kgf | 1⁄16-英寸-直径（1.588-） 钢球 |                                   |
| †Also called a brale indenter |      |         |                               |                                   |

## 试验标准
- 中华人民共和国国家标准 GB/T 230.1—2004，《金属洛氏硬度试验》
- 中华民国国家标准 CNS 2114，《洛氏硬度試驗法》
- 国际标准化组织标准 ISO 6508-1-1999, Metallic materials Rockwell hardness test
- 美国材料和试验协会标准 ASTM E 18, Standard Test Methods for Rockwell Hardness and Rockwell Superficial Hardness of Metallic Materials